# Hans van den Doel (PvdA)

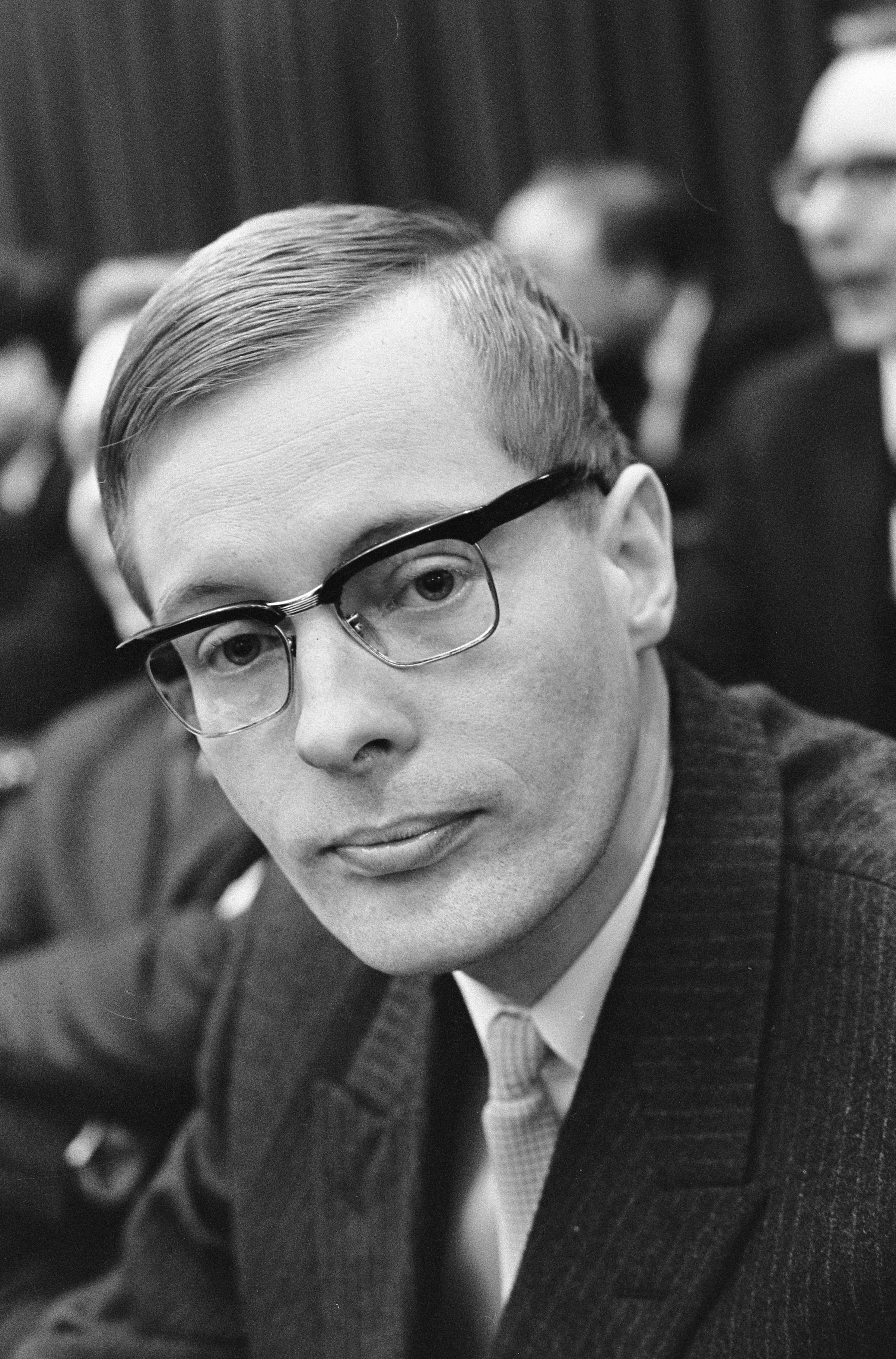
Tweede Kamer voor het eerst bijeen na de verkiezingen van 15 februari 1967; Hans van den Doel (PvdA)

Johannes (Hans) van den Doel (Zierikzee, 4 april 1937 – Hemelum, 28 maart 2012) was een Nederlands econoom en sociaaldemocratisch politicus.

## Biografie
Hans van den Doel werd geboren op 4 april 1937 in Zierikzee, in een gereformeerd gezin. Zijn vader was bankier en wethouder voor de ARP.
In 1955 deed hij eindexamen gymnasium-β aan het Professor Zeeman-lyceum. Daarna ging hij economie studeren aan de VU in Amsterdam.
In 1960 werd hij lid van de PvdA. Van 1962 tot 1964 werkte hij als bedrijfseconoom bij de Arbeiderspers. In 1964 deed hij zijn doctoraalexamen. Van 1964 tot 1967 was hij docent economische politiek aan de UvA. In die tijd werd hij een van de voormannen van Nieuw Links, de vernieuwingsbeweging in de PvdA. In 1966 verscheen het geruchtmakende manifest van Nieuw Links Tien over Rood met als ondertitel: "Uitdaging van Nieuw Links aan de PvdA". Het was samengesteld door Hans van den Doel, met Han Lammers, Arie van der Hek, Reinier Krooshof, André van der Louw, Tom Pauka, Rob de Rooi en Arie van der Zwan. Van den Doel en Lammers voerden de redactie. Het manifest werd ondertekend door ruim zeventig personen.
Op 28 februari 1967 werd hij beëdigd als lid van de Tweede Kamer. Hij was actief op het terrein van de Volkshuisvesting en hield zich ook bezig met financieel-economische zaken.
In 1971 promoveerde Van den Doel bij Tinbergen op Konvergentie en evolutie: de konvergentietheorie van Tinbergen en de evolutie van ekonomische ordes in Oost en West.
In 1973 werd hij benoemd tot hoogleraar in de politicologie aan de Katholieke Universiteit Nijmegen. Twee jaar later leidde een conflict tot zijn vertrek. Hij schreef er zelf later over: "Een minderheid van marxistische studenten terroriseert daar de faculteit."
Van 1974 tot 1980 was hij hoogleraar staatshuishoudkunde aan de UvA (welvaartstheorie en theorie van de organisatie van de markteconomie). In 1980 werd hij aan diezelfde universiteit hoogleraar staatshuishoudkunde, in het bijzonder welvaartseconomie en theorie van de economische orde.
In 1981, op 44-jarige leeftijd, werd zijn carrière doorbroken. Hij werd getroffen door een hersenbloeding waardoor hij gedeeltelijk verlamd raakte. Het betekende het einde van zijn wetenschappelijke en politieke carrière. Hij bekwaamde zich als kunstschilder en gaf zodoende vorm aan zijn biografie. Op 28 maart 2012 overleed hij in Zuidwest-Friesland, na ruim dertig jaar invaliditeit, precies een week vóór hij 75 werd. Hij was tweemaal gehuwd en kreeg uit zijn eerste huwelijk met Truus Grondsma drie dochters.

## Werken
- Tien over rood. Uitdaging van Nieuw Links aan de PvdA (1966) (samen met anderen)[8]
- De macht van de rooie ruggen (1967) (met anderen)
- De meeste mensen willen meer. Het betere leven van Tien over Rood (1967) (samen met anderen)
- Konvergentie en Evolutie, de konvergentietheorie van Tinbergen en de economische ordes in Oost en West (dissertatie, 1971)
- Ekonomie en demokratie in het staatsbestuur (inaugurele rede, 1973)
- Demokratie en welvaartstheorie: een inleiding in nieuwe politieke ekonomie (1975, latere herdrukken) (vertaald in het Engels, Spaans, Italiaans en Japans; de derde en vierde herdruk werd bewerkt door professor Ben van Velthoven en verscheen onder de titel Democratie en welvaartstheorie)
- Lastig Links (1976)
- Het biefstuk-socialisme en de economie (1978)
- De economie van de onbetaalde rekening (1980)

- Bibsys: 90688765
- Bibliothèque nationale de France: cb12330475k (data)
- Biografisch Portaal: 69444247
- CiNii: DA0054371X
- Digitale Bibliotheek voor de Nederlandse Letteren: doel006
- Gemeinsame Normdatei: 129544825
- International Standard Name Identifier: 0000 0001 1573 5737
- Library of Congress Control Number: n79070000
- Nationale Bibliotheek van Letland: 000010928
- Mathematics Genealogy Project: 110977
- Bibliotheek van het Japanse parlement: 00438047
- Nationale Bibliotheek van Israël: 987007446264305171
- Nederlandse Thesaurus van Auteursnamen: 068419333
- Parlement.com: vg09lkzv51qc
- SNAC: w6t76fnv
- Système universitaire de documentation: 032234260
- Virtual International Authority File: 69000036
- WorldCat: E39PBJghkRBxhGGW9YGxTFPmh3